# Алфа Ромео Типо А
Алфа Ромео Типо А e италиански спортен автомобил произведен през 1931 година.